# Fittipaldi Automotive

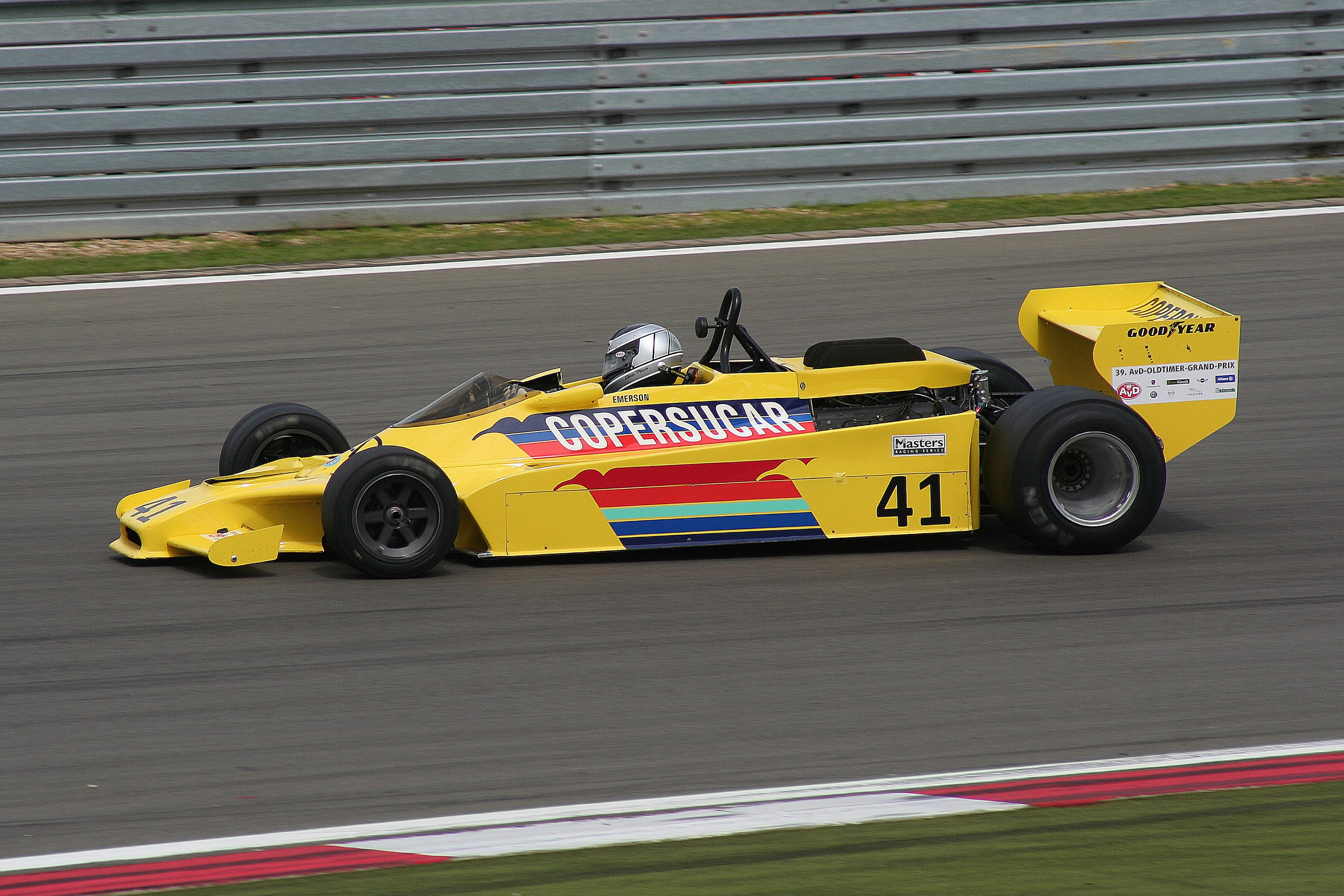
Fittipaldi F5 von 1977, beim Oldtimer-Grand-Prix auf dem Nürburgring 2011 gefahren von Alain Plasch, Belgien

Fittipaldi Automotive war ein brasilianischer Motorsport-Rennstall, der zwischen 1975 und 1982 an insgesamt 103 Grand Prix zur Formel-1-Weltmeisterschaft teilnahm. Das Team, das zunächst in Brasilien stationiert war und später von England aus operierte, startete bis 1977 offiziell unter dem Namen seines Hauptsponsors, des brasilianischen Zuckerproduzenten Copersucar. Ab 1978 trug sich das Team unter dem Namen seiner Gründer, des zweimaligen Formel-1-Weltmeisters Emerson Fittipaldi und dessen Bruder Wilson, in die Meldelisten ein.

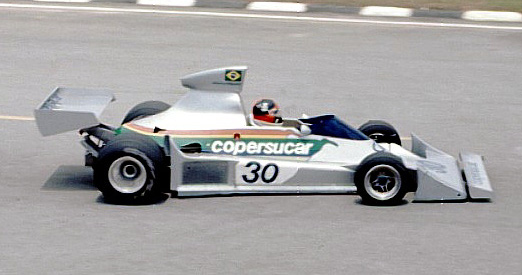
„Emmo“ Fittipaldi im Copersucar FD04 beim GP Brasilien 1976.

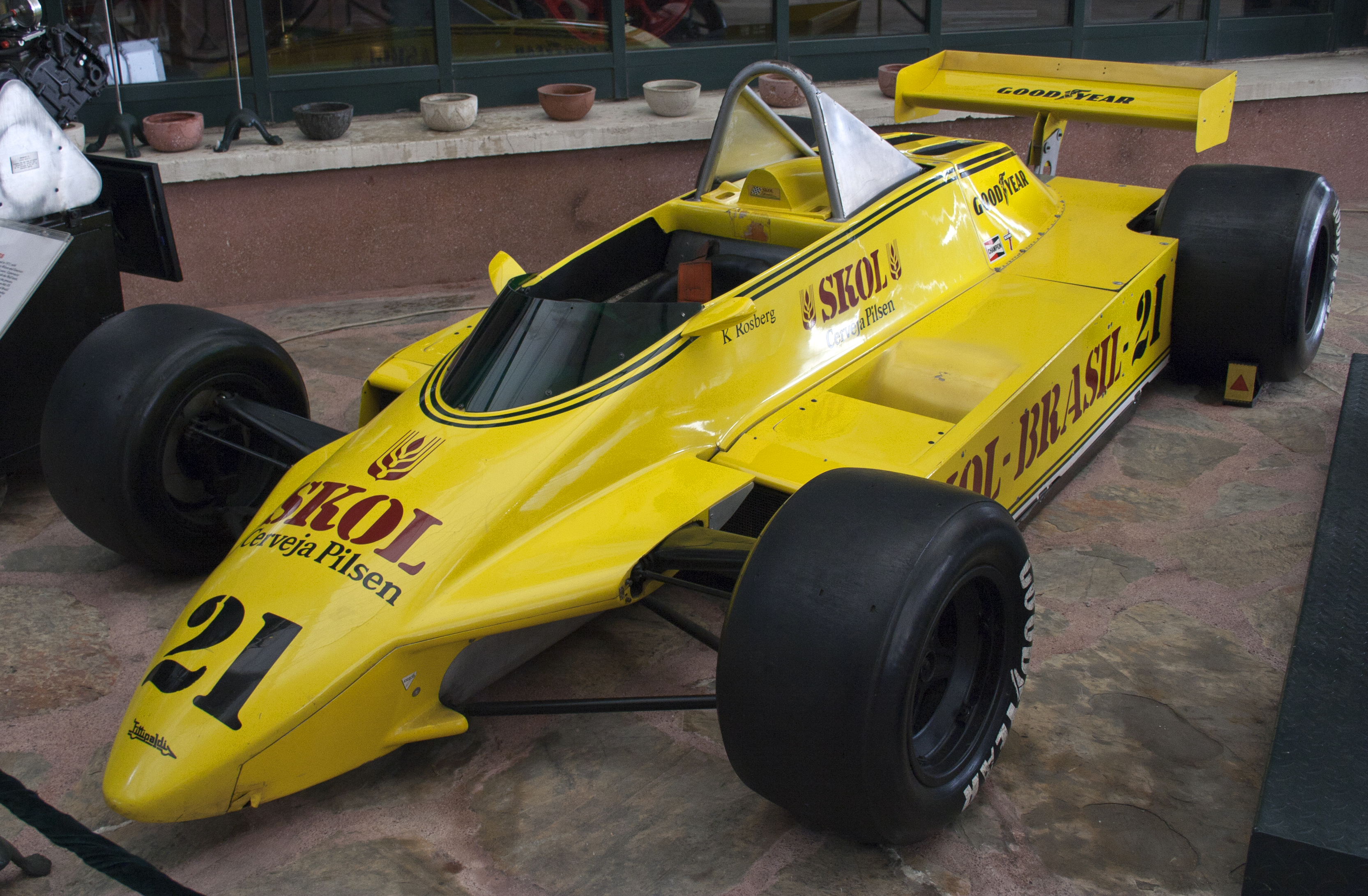
Keke Rosbergs Fittipaldi F8 von 1980

## Geschichte
Copersucar bzw. Fittipaldi war zwischen 1975 und 1982 für 120 Grand-Prix-Rennen gemeldet und konnte sich bei 103 Rennen für den Start qualifizieren. Dabei erreichten Fittipaldi-Fahrer dreimal einen Podiumsplatz, ein Rennsieg aber blieb dem Team verwehrt. Das beste Ergebnis fuhr Emerson Fittipaldi beim Großen Preis von Brasilien 1978 im heimischen Jacarepaguá ein, als er von Startplatz sieben hinter dem Argentinier Carlos Reutemann im Ferrari Zweiter wurde.
In der ersten Saison 1975 startete Emerson Fittipaldi noch für McLaren, während sein Bruder Wilson für das gemeinsam gegründete Team fuhr. Dabei war Wilson Fittipaldis beste Platzierung der 10. Rang beim Großen Preis der USA. Nach diesem Rennen beendete der ältere der beiden Brüder seine Formel-1-Karriere.
Ab der Saison 1976 bis zum Großen Preis der USA im Jahr 1980 fuhr Emerson Fittipaldi für das Fittipaldi-Team. Weitere Fittipaldi-Fahrer waren der Italiener Arturo Merzario, die Brasilianer Ingo Hoffmann, Alex Ribeiro und Chico Serra sowie der Finne Keke Rosberg.
Ende der Saison 1979 erwarb das Fittipaldi-Team die Überreste des aus der Formel 1 ausgestiegenen Teams Walter Wolf Racing und verlegte seinen Standort in deren altes Werk in Reading, um fortan von europäischem Boden aus operieren zu können. Brasilien hatte sich in den ersten Jahren trotz gegenteiliger Beteuerungen seitens des Teams als erheblicher Standortnachteil erwiesen.

## Zahlen und Daten

### Statistik in der Formel 1
| Saison | Teamname              | Chassis                       | Motor                    | Reifen    | WM-Rang | Punkte |
| ------ | --------------------- | ----------------------------- | ------------------------ | --------- | ------- | ------ |
| 1975   | Copersucar-Fittipaldi | Copersucar FD01 / FD02 / FD03 | Ford Cosworth DFV 3.0 V8 | G         | 16.     | −      |
| 1976   | Copersucar-Fittipaldi | Copersucar FD03 / FD04        | Ford Cosworth DFV 3.0 V8 | G         | 11.     | 3      |
| 1977   | Copersucar-Fittipaldi | Copersucar FD04 / FD05        | Ford Cosworth DFV 3.0 V8 | G         | 9.      | 11     |
| 1978   | Fittipaldi Automotive | Fittipaldi F5A                | Ford Cosworth DFV 3.0 V8 | G         | 7.      | 17     |
| 1979   | Fittipaldi Automotive | Fittipaldi F5A / F6           | Ford Cosworth DFV 3.0 V8 | G         | 12.     | 1      |
| 1980   | Skol Fittipaldi Team  | Fittipaldi F7 / F8            | Ford Cosworth DFV 3.0 V8 | G         | 8.      | 11     |
| 1981   | Fittipaldi Automotive | Fittipaldi F8C                | Ford Cosworth DFV 3.0 V8 | M / A / P | 15.     | −      |
| 1982   | Fittipaldi Automotive | Fittipaldi F8D / F9           | Ford Cosworth DFV 3.0 V8 | P         | 14.     | 1      |